# Chasta
Chasta, pleme američkih Indijanaca, možda porodice Athapaskan (Frederick Webb Hodge), naseljeno 1867. s plemenima Skoton i Umpqua, na rezervatu Siletz u Oregonu. Chasta, Skoton i Umpqua su različita plemena, piše Hodge, obuhvaćena ugovorom potpisanim 1854. 
Chaste se dijele na Kwilsieton i Nahelta za koje J. 0. Dorsey kaže da su živjeli na rijeci Rogue, te su moguće (po Hodgeu) identični s Kushetunne i Nakatkhetunne (kod Swantona Nakatkhaitunne). Kane (1859) locira Chaste blizu rijeke Umpqua. Godine 1867. Chaste, Skotoni i Umpque na rezervatu Siletz zajedno broje svega 49 muškaraca i 74 žene (ukupno 123).
Hodge smatra da su moguće identični i s Chasta Costa ili da su dio Takelma, ali svakako nemaju nikakvih veza sa Shasta Indijancima, kojima su Athapaskani bili krvni neprijatelji. 

## Vanjske poveznice
- Frederick Webb Hodge, Chasta Indian Tribe History  Arhivirana inačica izvorne stranice od 19. ožujka 2008. (Wayback Machine)